# مرسيليائية مطوية
مرسيليائية مطوية (الاسم العلمي: Massilia plicata) هي نوع من البكتيريا، سلبية الغرام، تتبع المرسيليات.